# 哈米什·哈丁
哈米什·哈丁（英語：Hamish Harding，1964年6月24日—2023年6月18日）是一位在阿聯酋定居的英國商人、飛行員、探險家和太空旅行者。他是Action Group的組織創始人，也是總部位於杜拜的國際飛機經紀公司Action Aviation的主席。
哈丁目前持有三項金氏世界紀錄。在2019年7月9日至11日，哈丁曾擔任飛行任務「One More Orbit」的任務總監和機組飛行員，該任務創下了駕駛飛機環繞地球兩極的最快環球飛行速度的世界紀錄。
2023年6月18日，哈丁搭乘泰坦號潛水器在前往觀賞鐵達尼號殘骸的途中在北大西洋失踪，後來發現該潛水器已經內爆，船上所有人全部遇難。

## 生平

### 早期
哈丁是Action Aviation的主席。他擁有劍橋大學的自然科學和化學工程學位。他還持有航空公司運輸飛行員執照和商務噴氣機機型資格，包括灣流G650，並且是一個跳傘運動員。 

### 金氏世界紀錄
2017年，哈丁與南極洲VIP旅遊公司White Desert合作，使用一架灣流G550在南極洲上空降落在新建的狼牙機場上，引入將首個定期商務噴氣機降落至南極洲的計劃。在此之前，哈丁還多次訪問南極，包括在2016年陪同伯茲·艾德林訪問南極，使艾德林成為達到南極點年齡最大的人（當時86歲）。
2019年7月9日至11日，為慶祝尼爾·阿姆斯壯和艾德林阿波羅11號登月50週年，哈丁與特里·維爾特一同領導一支由八名太空人和飛行員組成的飛行員團隊，在卡塔爾的灣流G650ER上，試圖打破在北極和南極之間環繞地球環繞兩極最快速度的世界紀錄。這次名為「One More Orbit」的碳負責飛行任務後在美國佛羅里達州的NASA肯尼迪航天中心的航天飛機著陸設施（Space Florida）發起和著陸。哈丁擔任此次任務的總監，並帶領一個由100多人組成的國際團隊，在46小時40分鐘22秒內創下繞兩極環球最快速度的金氏世界紀錄。
2021年3月5日，哈丁和維克多·韋斯科沃乘坐一架雙人潛水艇深入馬里亞納海溝最深處挑战者深渊，抵達世界海洋最低點，深度達到36,000英尺。這次為期13小時的水下任務最終創造了兩項金氏世界紀錄，包括在全海洋深度下停留的最長時間（4小時15分鐘）和在全海洋深度下行駛的最長距離（4.6公里）
。
截止至2023年，哈丁共持有三項金氏世界紀錄：
- 2019年 - 環繞地球兩極的最快環球飛行速度
- 2021年 - 在全海洋深度下行駛的最長距離[19]。
- 2021年 - 在全海洋深度下停留的最長時間[14][15][16][17]。

### 太空遊客
哈丁於2022年6月4日乘坐藍色起源前往太空，參加了藍色起源NS-21任務。哈丁是其中六名太空人中的一員。

### 其他
2022年9月，哈丁及其航空公司Action Aviation向印度供應了一架特別定制的波音747-400「巨無霸」客機，用於將八隻野生獵豹從納米比亞運送到印度，以啟動印度政府和納米比亞獵豹保護基金會（CCF）合作的「獵豹重返印度」項目。由於獵豹在印度1947年獨立以來面臨滅絕問題，直到印度總理納倫德拉·莫迪於2022年9月17日同意將這些獵豹釋放到庫諾國家公園的叢林中。波音747飛機的機艙則因應此次計畫進行改裝，以確保在機艙內的主要區域設有安全固定的動物籠，使獸醫在飛行期間可以全面接觸獵豹。
這個重要的保護項目被探險傢俱樂部指定為「標誌性探險」（Flag #118），俱樂部成員哈丁和CCF創始人羅利·馬克攜帶著旗幟乘坐飛機前往印度。

## 失蹤與死亡
2023年6月，英國廣播公司和其他媒體報導稱，哈丁和其他四名機組成員乘坐海洋之門操作的泰坦潛水器（Titan）參加一次深海遠征，目的是探訪位於北大西洋水面以下12,000英尺（3,700公尺）的鐵達尼號殘骸。然而泰坦潛水器在下水後失去聯繫而失蹤，據信其空氣儲備足夠支撐96小時，當前多個政府機構和深海公司正在提供援助進行救援行動。
6月22日，在距鐵達尼號殘骸船頭約1,600英尺處發現一片殘骸場後，海洋之門表示哈丁和船上的其他四人「不幸失踪」。美國海岸警衛隊新聞發布會後來證實，碎片與耐壓船體災難性損失同時發生，可能導致船上所有人死亡。

## 榮譽
- 2022年8月27日，哈丁被引入歐洲航空傳奇人物名人堂，該活動在奧地利的萨尔茨卡默古特斯卡拉里亞酒店和度假村舉行。[31][32]
- 哈丁是探險家俱樂部的董事會成員，並擔任探險家俱樂部在中東分會的主席。其中該俱樂部的名譽主席是艾德林，中東分會的名譽主席則是杰夫·贝索斯。[33][34][35]